# Babett Klimmeck
Babett Klimmeck (* 1967 in Lübeck) ist eine deutsche Filmarchitektin.

## Leben und Wirken
Babett Klimmeck schloss die Ausbildung bei Johanneum zu Lübeck ab und studierte Architektur und Bühnenbild an der Universität der Künste Berlin. Seit 2004 wirkt sie als Szenenbildnerin und Ausstatterin bei Filmen sowie Musikvideos u. a. von Anna Depenbusch, Julie Bergan, Neon Dogs, Luke Friend mit. Sie baute Szenenbilder im Filmstab von Filmregisseuren wie Pola Beck, Wolfgang Eißler, Miraz Bezar, Andrzej Klamt, Gordian Maugg und Alexander Funk im Aus- und Inland auf. 
Von Mai bis November 2016 nahm sie als Szenenbildnerin an Dreharbeiten an der deutsch-polnischen vierteiligen Filmreihe für ZDF und TVN „Die Deutschen und die Polen. Geschichte einer Nachbarschaft“ teil. Im November 2017 schloss sie die Arbeiten im ehemaligen Schramberger Krankenhaus an dem Filmdrama „Das Leben meiner Tochter“ ab.

## Filmografie (Auswahl)
- 2004: Abhaun!, Kurzfilm
- 2004: Funeral Etiquette, Kurzfilm
- 2004: Zwei Jahre und ein Tag, Kurzfilm
- 2007: Drei Reisende, Kurzfilm / Filmdrama
- 2008: Berlin am Meer, Kinofilm (98 Min.)
- 2012: Am Himmel der Tag, Filmdrama (89 Min.)
- 2013: Nacht über Deutschland. Novemberpogrom 1938. Dokumentarfilm (45 Min.)
- 2013: Auf den Hund gekommen, Kurzfilm
- 2014: Morris aus Amerika, Kinofilm (91 Min.)
- 2015: Im Sommer wohnt er unten, Dramödie (100 Min.)
- 2015: Nicht zu früh, nicht zu spät. Kurzfilm
- 2016: Die Deutschen und die Polen. Geschichte einer Nachbarschaft, Dokumentarfilm, TV-Serie
- 2017: Das Leben meiner Tochter. Filmdrama

## Musikvideos (Auswahl)
- 2012: Anna Depenbusch – Sommer aus Papier
- 2013: Neon Dogs – Träumen
- 2013: Schattenherz – Alles Klingt
- 2016: Julie Bergan – All Hours
- 2016: Luke Friend – Take On The World